# Руководство по охоте и рыбалке для девочек
«Руково́дство по охо́те и рыба́лке для де́вочек» (англ. The Girls' Guide to Hunting and Fishing) — сборник связанных коротких рассказов Мелиссы Бэнк 1999 года. В феврале 1998 года манускрипт Бэнк был продан с аукциона за $275 000, и на июль 1999 года книга была в списке бестселлеров США, Англии и Франции.
Публикации на русском языке:
- Мелисса Бэнк. Руководство по охоте и рыбалке для девочек. — Амфора, 2004. — С. 336. — ISBN 5-94278-498-1.

## Описание произведения

### Рассказы
- Передовые зачинатели / Advanced Beginners
- Плавучий дом / The Floating House
- Мой старик / My Old Man
- Самый лучший свет / The Best Possible Light
- Худшее, что может представить себе молодая провинциалка / The Worst Thing a Suburban Girl Could Imagine
- Руководство для девушек по охоте и рыбной ловле / The Girls' Guide to Hunting and Fishing

### Сюжет
В рассказе «Руководство по охоте и рыбалке для девочек» Джейн Розенталь — главная героиня рассказов — не может найти постоянного друга. Во время поездки за платьем на свадьбу её подруга рассказывает об «ужасной» книге, которую читает, — «Как встретить и выйти замуж за правильного мужчину». На свадьбе Джейн встречает и влюбляется в Роберта, который, кажется, тоже ей симпатизирует. В ожидании его звонка, она решает купить эту книгу и применить советы. Некоторое время они работают, но скоро Роберт начинает терять интерес. Она решает всё выяснить, оказывается, что он был влюблён в неё до тех пор, пока она не начала играть в игры.
В первой истории «Продвинутые новички» Джейн — 14-летняя сестра 20-летнего брата, который встречается с 28-летней девушкой. В «Парящем доме» она становится старше и встречается с парнем Джейми. Во время встречи с бывшей девушкой Джейми и её мужем Джейн понимает, что брак не обязательно пресекает флирт с другими. В двух самых длинных рассказах, «Мой старик» и «Худшее, что только может представить себе девчонка из пригорода», Джейн вспоминает о своих долгих и сложных отношениях с мужчиной старше её. У Джейн умирает отец от лейкемии, она теряет свою работу и свои отношения.

## Экранизации
- «Девушка из пригорода»